# Uurad
Uurad mac Bargoit est le roi des Pictes de 839 à 842.
Les différentes versions de la « Chronique Picte » attribuent à ce roi un règne de 3 ans. Il y est nommé Wrad (Uurad) mac Bargoit ou Ferach mac Bacoc. Son nom correspond donc au nom gaélique « Feradach ».
Marjorie Ogilvie Anderson le considère comme le petit-fils en ligne féminine d'une sœur d'Álpin mac Uuroid et d'un Uurguist inconnu et Alfred P. Smyth de son côté estime qu'il est un neveu de Constantin mac Fergusa i.e comme le fils d'une fille de Fergus mac Echdach et d'un noble picte nommé Bargoit. Il représenterait donc avec ses trois fils et successeurs, Bridei mac Uurad, Ciniod mac Uurad et Drest mac Uurad une opposition « purement Picte », s'appuyant sur la transmission matrilinéaire du trône face aux prétentions de Kenneth Ier d'Écosse .

## Sources
- (en) J.P.M. Calise, Pictish Sourcebook, Documents of Medieval Legend and Dark Age History, Londres, Greenwood Press, 2002, 365 p. (ISBN 0313322953), p. 259 Uurad f. Bargoit (Ferat/Wrad son of Bargoit) Pictich king (839-842 ?).
- (en) (en) William Arthur Cumming, The Age of the Picts, Stroud, Sutton Publishing, 1998, 256 p. (ISBN 978-0752449593).
- (en) William Forbes Skene Chronicles Of The Picts,Chronicles Of The Scots, And Other Early Memorials Of Scottish History. H.M General Register House Edinburgh (1867) Reprint par Kessinger Publishings's (2007)  (ISBN 1432551051).
- (en) Alfred P. Smyth Warlords and Holy Men. Scotland AD 80~1000 Edinburgh University Press (1984)  (ISBN 0748601007)
- (en) Ann Williams, Alfred P. Smyth and DP Kirby A bibliographical dictionary of Dark Age Britain. SEABY London (1990)  (ISBN 1-85264-047-2)